# Funny Bones
Funny Bones és una pel·lícula de comèdia dramàtica de 1995 de Hollywood Pictures. Va ser escrita, dirigida i produïda per Peter Chelsom, coproduïda per Simon Fields i coescrits per Peter Flannery. La partitura musical era de John Altman, i la fotografia d'Eduardo Serra. Funny Bones es va estrenar als Estats Units el 31 de març de 1995.
Ambientada a Las Vegas i Blackpool, Anglaterra, la pel·lícula és protagonitzada per Oliver Platt, Jerry Lewis,  Lee Evans, Leslie Caron, Richard Griffiths, Sadie Corre, Oliver Reed, George Carl, Freddie Davies i Ian McNeice. Quan la pel·lícula es va estrenar al Regne Unit, va arribar al número 8 del Top 10.

## Argument
Tommy Fawkes és el fill de la llegenda de la comèdia britànica George Fawkes. Després que el seu propi acte de comèdia de Las Vegas fracassa amb el seu estimat pare entre el públic, Tommy torna a Blackpool, on va passar els estius de la seva infància.
Disfressat amb una nova identitat, Tommy té la intenció de buscar artistes únics i comprar els seus actes. Durant aquest temps, Tommy es troba amb els antics socis de comèdia del seu pare, Bruno i Thomas Parker. Una vegada grans intèrprets, ara treballen com a ghouls en un tren fantasma a Blackpool Pleasure Beach Circus.
El fill de Bruno, Jack, és un còmic brillant, però amb problemes psicològics. També ha estat manipulat per un policia corrupte conegut com Sharkey per robar valuosos ous de cera als contrabandistes. Tommy coneix la mare de Jack, Katie, i tot i que Tommy està disfressat, sospita que està connectat d'alguna manera amb la família.
Tommy finalment s'adona que el seu pare va robar el seu acte original als germans Parker. Aleshores es revela com Tommy Fawkes i la Katie li diu que Jack és el seu mig germà. Tommy telefona al seu pare sobre la revelació i George puja al següent avió cap a Blackpool.
Com a part de la seva reconciliació, George organitza que els Parker encapçalin la factura en un esdeveniment del Blackpool Tower Circus. No obstant això, Jack encara és perseguit per Sharkey i no pot actuar. Durant un elaborat acte egípci, la Katie es desfà de Sharkey mitjançant un sarcòfag, que després és segrestat pels contrabandistes. Els ous de cera (la inscripció xinesa a l'ou es llegeix "Vuit immortals") contenien una pols rejovenidora mística i antiga xinesa. Jack havia col·locat prèviament la pols dins d'una llauna de maquillatge, que Bruno i Thomas utilitzen accidentalment, ajudant-los a tenir un rendiment brillant.
Cap al final de l'espectacle, es veu a Jack sent perseguit per un policia i pujar a un pal flexible gegant per escapar. El pal es balanceja d'un costat a l'altre i Jack gira sobre el pal flexible i copeja a la cara el policia que s'enfila. El policia comença a caure i es revela que és Tommy.
En els darrers moments, Jack agafa la mà d'en Tommy i el salva, tots dos ara fent un gir salvatge al final del pal. El públic del circ aplaudeix amb alleujament. Jack li crida a Tommy: "Crec que comencen a agradar-te". Jack riu i Tommy, de sobte ja no té por, saluda al públic que passa i riu alegrement.

## Repartiment
- Oliver Platt com a Tommy Fawkes
- Jerry Lewis com a George Fawkes
- Lee Evans com a Jack Parker
- Leslie Caron com a Katie Parker
- Richard Griffiths com a Jim Minty
- Sadie Corré com a Dona Caniche
- Oliver Reed com a Dolly Hopkins
- George Carl com a Thomas Parker
- Freddie Davies com a Bruno Parker
- Ian McNeice com a Stanley Sharkey
- Christopher Greet com Lawrence Berger
- Ruta Lee com a Laura Fawkes
- Harold Nicholas com ell mateix
- Peter Gunn com a Nicky
- Peter Martin com a patró

## Recepció
A Rotten Tomatoes, la pel·lícula té una puntuació d'aprovació del 63%, basada en 19 ressenyes, amb una puntuació mitjana de 6,4/10.